# Grande Prêmio de Mônaco de 1956
O Grande Prêmio de Mônaco de 1956 de Fórmula 1 foi realizado em Montecarlo em 13 de maio de 1956. Foi a segunda etapa da temporada e teve como vencedor o britânico Stirling Moss.

## Classificação da prova
| Pos. | Nº | Piloto                                 | Construtor | Voltas | Tempo/Diferença  | Grid | Pontos |
| ---- | -- | -------------------------------------- | ---------- | ------ | ---------------- | ---- | ------ |
| 1    | 28 | Stirling Moss                          | Maserati   | 100    | 3:00:32.9        | 2    | 8      |
| 2    | 26 | Peter Collins Juan Manuel Fangio       | Ferrari    | 100    | + 6.1            | 9    | 3 4    |
| 3    | 30 | Jean Behra                             | Maserati   | 99     | + 1 volta        | 4    | 4      |
| 4    | 20 | Juan Manuel Fangio Eugenio Castellotti | Ferrari    | 94     | + 6 voltas       | 1    | 0 1,5  |
| 5    | 6  | Hermano da Silva Ramos                 | Gordini    | 93     | + 7 voltas       | 14   | 2      |
| 6    | 4  | Élie Bayol André Pilette               | Gordini    | 88     | + 12 voltas      | 11   |        |
| 7    | 32 | Cesare Perdisa                         | Maserati   | 86     | + 14 voltas      | 7    |        |
| 8    | 18 | Horace Gould                           | Maserati   | 85     | + 15 voltas      | 16   |        |
| Ret  | 2  | Robert Manzon                          | Gordini    | 90     | Acidente         | 12   |        |
| Ret  | 8  | Louis Rosier                           | Maserati   | 72     | Motor            | 15   |        |
| Ret  | 22 | Eugenio Castellotti                    | Ferrari    | 14     | Embreagem        | 3    |        |
| Ret  | 14 | Maurice Trintignant                    | Vanwall    | 13     | Superaquecimento | 6    |        |
| Ret  | 16 | Harry Schell                           | Vanwall    | 2      | Acidente         | 5    |        |
| Ret  | 24 | Luigi Musso                            | Ferrari    | 2      | Acidente         | 8    |        |
| DNQ  | 36 | Giorgio Scarlatti                      | Ferrari    |        |                  |      |        |
| WD   | 10 | Mike Hawthorn                          | BRM        |        | Válvula do motor |      |        |
| WD   | 12 | Tony Brooks                            | BRM        |        | Válvula do motor |      |        |
| WD   | 34 | Louis Chiron                           | Maserati   |        | Motor estourado  |      |        |

## Tabela do campeonato após a corrida
Classificação do mundial de pilotos
|   | Pos. | Piloto             | Pontos |
| - | ---- | ------------------ | ------ |
|   | 1    | Jean Behra         | 10     |
|   | 2    | Juan Manuel Fangio | 9      |
| 7 | 3    | Stirling Moss      | 8      |
| 1 | 4    | Luigi Musso        | 4      |
| 1 | 5    | Mike Hawthorn      | 4      |

- Nota: Somente as primeiras cinco posições estão listadas. Apenas os cinco melhores resultados dentre os pilotos eram computados visando o título.